# Здание Бакстера
Здание Бакстера, встречается также транслитерированный вариант Бакстер Билдинг (англ. Baxter Building) — вымышленное 35-этажное офисное здание на Манхэттене во вселенной Marvel, являющееся штаб-квартирой Фантастической четвёрки. Было создано писателем Стэном Ли и художником Джеком Кирби и впервые появилось в выпуске Fantastic Four #3 («Фантастическая четверка» #3) в марте 1962 года. Здание Бакстера является первой штаб-квартирой супергероев, местонахождение которой известно общественности.

## Описание
Расположено на пересечении 42-й улицы и Медисон-авеню в Нью-Йорке и было построено в 1949 году Бумажной компанией Леланда Бакстера. Находится за несколько кварталов от здания Организации Объединённых Наций. Первоначально здание выполняло функции высотной промышленной площадки для расположения техники по переработке целлюлозы. Каждый этаж имеет высоту 7,9 метров. Позже здание стало использоваться как офисное, а пять верхних этажей были куплены Фантастической четвёркой и выполняют роль её штаб-квартиры. Металлический каркас здания представляет собой особую технологию, впервые примененную именно при его строительстве. Каркас увеличивает прочностью конструкции строение в несколько раз. Рид Ричардс подал заявку на пользование массивным участком близлежащей земельной территории для запуска ракет.
Дизайн строения отвечает утилитарным требованиям — в угоду красоте предпочтение отдаётся практичности и безопасности, за исключением частных жилых квартир, находящихся в здании или общественных организаций. Пять верхних этажей имеют твёрдые бронированные двери и окна толщиной в два фута из толстого слоя композитной пластмассы и стекла, а снаружи оформленные под обычное зеркало. Рид заявлял, что здание может выдержать практически любую атаку и достаточно устойчиво, чтобы не рухнуть под собственной тяжестью, например, во время тактильного гипноза гладиатора гвардии Ш’иар. Между 29-м и 30-м этажами находится массивный лифт и мини-шлюз для летательных аппаратов, разделяющий Фантастическую четвёрку и остальную часть здания.

### Собственность
В течение нескольких выпусков бытовал факт, что здание принадлежит арендодателю по фамилии Коллинз, который согласился сдать часть здания команде супергероев чтобы обеспечить себе рекламу, но вскоре пожалел о своём решении, так как здание стало постоянной мишенью для атак суперзлодеев, начиная с выпуска Fantastic Four #6, где Доктор Дум отправил всё здание в космическое пространство. Нападения создавали трудности не только для жильцов верхних пяти этажей, но и для остальной части здания, и арендодатель поставил вопрос выселения Ричардса и его команды, но Ричардс принял решение купить всё здание.

## Вне комиксов

### Телевидение
- В мультсериалах о Фантастической четвёрке 1960-1970-х годов здание было бессменной штаб-квартирой команды.
- В мультсериале 1994 года здание Бакстера играло роль штаба на протяжении первого сезона, а во втором сезоне было заменено на Площадь Четырёх Свобод, а хозяин был изменён на хозяйку, которую озвучила Джоан Ли, супруга Стэна Ли[8].
- В новом сезоне мультсериала 2006 года команда снова вернулась в здание Бакстера и также, как в комиксах, располагалась на верхних пяти его этажах.

### Кино

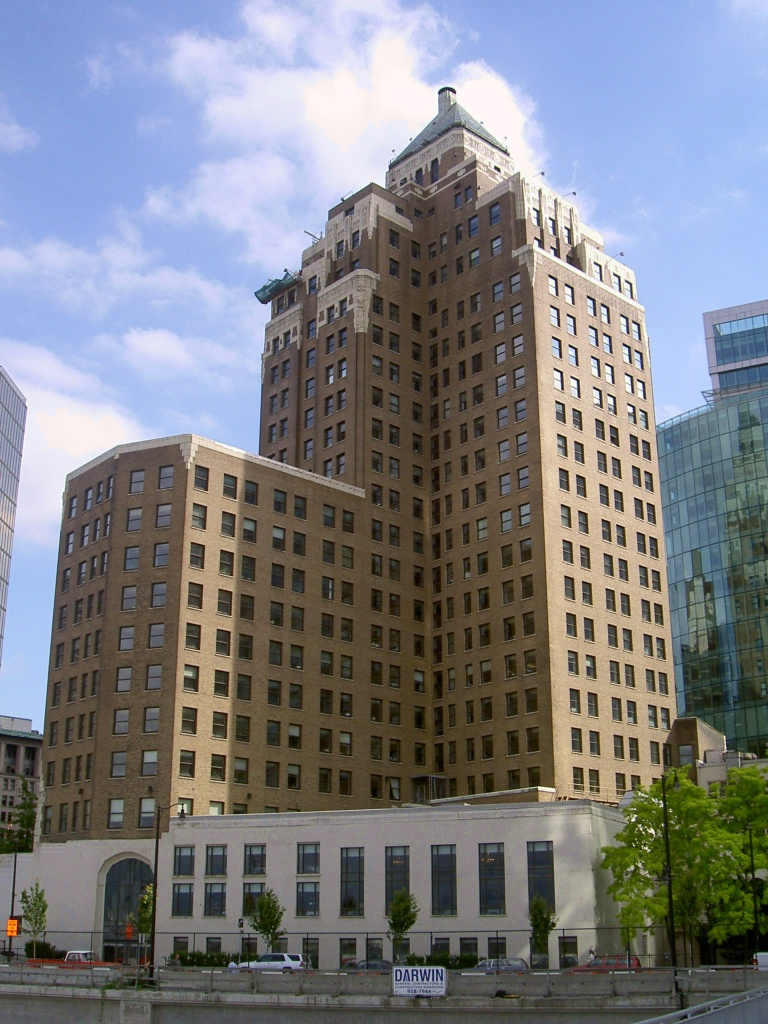
Здание в Ванкувере, Канада, использованное в качестве здания Бакстера в фильме «Фантастическая четвёрка».

- В полнометражном фильме «Фантастическая четвёрка» 2005 года здание Бакстера представлено как элитный жилой дом, где Рид Ричардс снял весь верхний этаж и оборудовал его под лабораторию и жилое помещение. Виктор Фон Дум неоднократно намекал, что платить аренду Ричардсу стало проблематично. Съёмки фильма проходили в Ванкувере, а в качестве здания Бакстера было использовано здание Марин Билдинг[9].
- В фильме 2007 года «Фантастическая четвёрка: Вторжение Серебряного сёрфера» здание играет роль полноценной штаб-квартиры корпорации Фантастическая четвёрка, а на его крыше должна была пройти церемония бракосочетания Рида Ричардса и Сью Сторм[10]. Чтобы отразить, что Фантастическая четвёрка процветает, здание было усовершенствовано. По словам сценариста Дона Пэйна, дела команды шли в гору, и потому по сюжету в промежутке между первым и вторым фильмами они приняли решение усовершенствовать его технологически и в плане дизайна[11].

### Видеоигры
- Строение под названием Бакстер Плаза появилось в качестве одной из игровых площадок в видеоигре Super Hero Squad Online.
- В игре Spider-Man 2000 года, Человек-паук может войти в здание Бакстера на втором уровне и забрать выпуск Amazing Spider-Man #1. Если включен режим «What If», там же появляется Джонни Сторм.
- В игре Ultimate Spider-Man игрок встречает Джонни Сторма на верхнем этаже здания и должен с ним соревноваться.
- Здание появляется в качестве одной из локаций в видеоигре Fantastic Four: The Movie по мотивам полнометражного фильма.
- В игре Marvel: Ultimate Alliance здание появляется на экране загрузки Человека-факела, а также упоминается Хэнком Пимом как одна из штаб-квартир Щ.И.Т.
- В видеоигре The Incredible Hulk по мотивам полнометражного фильма, здание Бакстера является ориентиром во время разрушения зданий.
- В игре Spider-Man: Web of Shadows Человек-паук на одном из уровней появляется на крыше здания Бакстера.
- В игре Marvel vs. Capcom 3 издание можно увидеть в газете Daily Bugle.
- В игре Lego Marvel Super Heroes в нём есть одна из сюжетных миссий.
- Здание Бакстера присутствует в игре Spider-Man 2 (2023)[12].

### Другое
- Здание Бакстера входит в число вымышленных мест, изображённых в виртуальном туре по Нью-Йорку, New York Skyride[13].
- Здание является одной из локаций в тематическом парке ''Islands of Adventure''[англ.] — «Marvel Super Hero Island»[14].